# Mission Manifest
Mission Manifest ist eine private Initiative von katholischen Christen, die das Anliegen der Neuevangelisierung in den Fokus des kirchlichen Lebens stellen wollen und einen missionarischen Aufbruch in der katholischen Kirche fordern, sowie die Bezeichnung der Initiative selbst. Die Initiative wurde 2018 auf der MEHR-Konferenz in Augsburg vorgestellt.

## Inhalt des Manifests
Mission Manifest formuliert 10 Thesen zum Thema Neuevangelisierung. Die Initiative geht von der Annahme aus, dass ein missionarischer Aufbruch in der katholischen Kirche nicht von der Hierarchie verordnet werden kann, sondern von den Kirchenmitgliedern selbst getragen werden muss. Mission Manifest versteht sich nicht als neue eigene Institution, sondern will bestehende Initiativen und geistliche Gemeinschaften zusammenführen und vernetzen.
Die zehn Thesen von Mission Manifest sind wie folgt überschrieben:
These 1: Uns bewegt die Sehnsucht, dass Menschen sich zu Jesus Christus bekehren.

These 2: Wir wollen, dass Mission zur Priorität Nummer eins wird.

These 3: Wir glauben, dass die Chancen nie größer waren als jetzt.

These 4: Wir sprechen alle Menschen in unseren Ländern an und machen keinen Unterschied.

These 5: Wir glauben, dass unsere Mission so kraftvoll sein wird, wie es unsere Gebete sind.

These 6: Wir danken allen Christen außerhalb der katholischen Kirche, die heute schon mit Hingabe missionieren, taufen und Menschen zu Jesus führen.

These 7: Wir müssen die Inhalte des Glaubens neu entdecken.

These 8: Wir wollen missionieren, nicht indoktrinieren.

These 9: Wir brauchen eine „Demokratisierung“ von Mission.

These 10: Wir müssen uns selbst zur Freude des Evangeliums bekehren, um andere zu Jesus führen zu können.

## Entstehung der Initiative
Die Idee zu Mission Manifest entstand im Juni 2017 bei einem Treffen im Gebetshaus Augsburg. Zu den Initiatoren zählen der Theologe Johannes Hartl, Leiter des Gebetshauses, Karl Wallner, Zisterzienser und Nationaldirektor der Päpstlichen Missionswerk Missio in Österreich, Bernhard Meuser, Mitverfasser des Youcat; Martin Iten aus der Schweiz, der Theologe Paul Metzlaff von der Arbeitsstelle für Jugendseelsorge der Deutschen Bischofskonferenz, sowie Benedikt Michal, Geschäftsführer der Koordinierungsstelle JAKOB, einer Einrichtung der Österreichischen Bischofskonferenz im Bereich der Jugendarbeit. Am 5. Januar 2018 wurde die Initiative im Rahmen der MEHR-Konferenz in Augsburg einer breiten Öffentlichkeit vorgestellt. Vertreter von über 80 Gemeinschaften, die Mission Manifest unterstützten, waren zur Präsentation auf die Bühne gekommen. Zu den Erstunterzeichnern gehören der Kölner Erzbischof Rainer Maria Woelki, der Passauer Bischof Stefan Oster, der österreichische Jugendbischof Stephan Turnovszky und die beiden Schweizer Jugendbischöfe Marian Eleganti und Alain de Raemy.

## Rezeption
In einem Beitrag auf katholisch.de, dem Internetportal der römisch-katholischen Kirche in Deutschland, anerkennt Gabriele Höfling, dass die Initiatoren von Mission Manifest „inmitten der Kirchenkrise eine echte Debatte anstoßen wollen“; gleichzeitig kritisiert sie, das Manifest sehe die Situation der Kirche zu negativ.
Als Reaktion auf die Initiative haben viele Gemeinschaften ihre Unterstützung ausgesprochen, u. a. die Charismatische Erneuerung (Österreich), das Medienkollektiv fisherman.fm, die Katholische Pfadfinderschaft Europas und die den angeblichen Sehern von Međugorje nahe stehende Gemeinschaft Totus Tuus (2022 aufgelöst). Letztere sprach von ca. 100 weiteren unterstützenden Gemeinschaften. Auch seitens mehrerer Bischöfe und regionaler Bischofskonferenzen gab es Zustimmung: Die Schweizer Bischofskonferenz berichtete über Mission Manifest auf der Startseite ihrer Homepage. Erzbischof Rino Fisichella, Präsident des päpstlicher Rates zur Förderung der Neuevangelisierung, erklärte in einer Stellungnahme: „Ich glaube, dass die Synergien, die durch das Mission Manifest entstehen, erfreulich und wichtig sind. Ich begleite und unterstütze dieses Engagement im Namen des Päpstlichen Rates zur Förderung der Neuevangelisierung.“ Weihbischof Florian Wörner vom Bistum Augsburg signalisierte ebenfalls seine Unterstützung. Der österreichische Weihbischof Stephan Turnovszky betonte, seine Unterstützung sei „mit der Umsetzung von eigenen missionarischen Aktionen gekoppelt“. So wolle er im Jahr 2018 klare Akzente setzen und plane bereits die Veranstaltung „Jesus in the City“, ein „Fest des Glaubens“ mit missionarischen und sozialen Aktionen in Wiener Neustadt.
Mission Manifest fand auch außerhalb der katholischen Kirche Widerhall. Ulrich Parzany, Leiter des Netzwerks Bibel und Bekenntnis, bezeichnete die Initiative als eine „Mut machende Initiative in der katholischen Kirche“.
Konservativ-evangelikale Kreise kritisierten vor allem den in These 7 formulierten Bezug zur Überlieferung christlicher Lehre durch die katholische Kirche, wie sie im Katechismus formuliert wird. Hiermit würden katholischen Lehrpositionen „wie die Himmelfahrt Marias, Heiligenverehrung, die Messe, die Sakramente, das Fegefeuer usw.“ gutgeheißen werden, denen sich evangelische Christen nicht anschließen könnten.
Im Oktober 2018 kritisierte die Sozialethikerin Ursula Nothelle-Wildfeuer, das Manifest bedeute eine „Versektung und Evangelikalisierung der Kirche“; auch das Gebetshaus in Augsburg habe „Züge einer sektiererischen Ausrichtung“. Die Veranstalter hätten erkannt, was in der Kirche defizitär sei. Sie würde sich auf Reaktionen der Verfasser und Anhänger freuen. Johannes Hartl widersprach mehreren der Ausführungen Nothelle-Wildfeuers.

## Veranstaltungen
Am 2. Mai 2018 übergaben die Gründer des Manifests eine Buchausgabe davon an Papst Franziskus.
Am 28. Juli 2018 fand in Altötting das Treffen „Meet Mission Manifest“ statt, zu dem die Initiatoren des Manifests eingeladen hatten. Auch Stefan Oster, Jugendbischof der Deutschen Bischofskonferenz, nahm daran teil. Ziel des Austausches war es, über die bisherige Entwicklung von Mission Manifest zu berichten und den weiteren Fahrplan vorzustellen.